# Alexander Haig
Alexander Meigs "Al" Haig, Jr., född 2 december 1924 i Philadelphia, Pennsylvania, död 20 februari 2010 i Baltimore, Maryland, var en amerikansk yrkesmilitär (general i USA:s armé) och politiker (republikan). Han var USA:s utrikesminister 1981–1982 under president Reagan, och Vita husets stabschef under presidenterna Nixon och Ford.

## Biografi
Haig var yrkesofficer i armén med officersfullmakt från United States Military Academy 1947. Han deltog i Koreakriget och erhöll två Silver Star för hjältemod. Under tjänstgöring som yrkesofficer tog han 1955 en MBA från Columbia Business School och 1961 en masterexamen i internationella relationer från Georgetown University. I Vietnamnkriget erhöll han Distinguished Service Cross, den näst högsta utmärkelsen i armén för tapperhet i strid.
Han var stabschef i Vita huset under Richard Nixon. Under 1973 var han vice arméstabschef. Mellan 1974 och 1979 var han SACEUR/befälhavare för United States European Command och 1981–1982 utrikesminister i Ronald Reagans regering. Efter bara ett år som utrikesminister ersattes han av George P. Shultz. 
Haig var en av republikanernas kandidater inför presidentvalet i USA 1988. Han var en skarp kritiker av George H.W. Bush som till sist blev nominerad och vann presidentvalet. Haig stödde Bob Dole i de resterande primärvalen efter att han själv hade dragit sig ur valkampanjen.
Haig meddelade i april 2007 tillsammans med tre andra tidigare republikanska utrikesministrar (Henry Kissinger, George P. Shultz och Lawrence Eagleburger) att de stödde John McCain i presidentvalet i USA 2008. Haig avled den 20 februari 2010 i sviterna av en stafylokockinfektion.